# Alkohole

Wzór ogólny alkoholi monohydroksylowych (R – grupa alkilowa)

Alkohole – związki organiczne zawierające jedną lub więcej grup hydroksylowych połączonych z atomem węgla o hybrydyzacji sp3. 
Najprostsze i najczęściej spotykane w życiu codziennym alkohole, to pochodne alkanów zawierające jedną grupę hydroksylową w cząsteczce, o wzorze ogólnym CnH2n+1OH, czyli alkohole monohydroksylowe, na przykład metylowy, etylowy, propylowy.
Analogiczne związki organiczne, w których grupa hydroksylowa połączona jest z atomem węgla o hybrydyzacji sp2, to fenole (hydroksylowe pochodne benzenu i innych związków aromatycznych) lub enole (hydroksylowe pochodne alkenów).

## Właściwości fizyczne

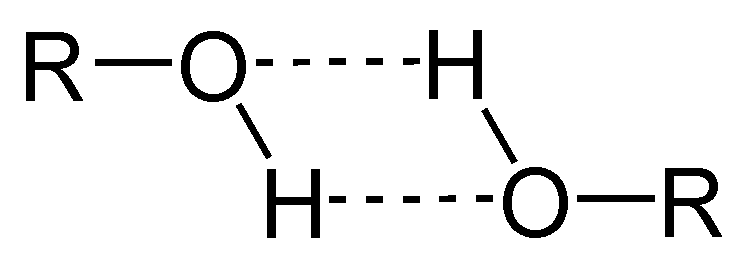
Wiązanie wodorowe w alkoholach

Ze względu na obecność silnie elektroujemnego atomu tlenu i związanego z nim atomu wodoru alkohole tworzą wiązania wodorowe, ulegając asocjacji w większe struktury. W efekcie niższe alkohole mają wysokie temperatury wrzenia i małą lotność względem swojej masy:
- metanol: Tw = 65 °C
- etanol: Tw = 79 °C
- propan-2-ol: Tw = 82 °C
- propan-1-ol: Tw = 97 °C

Wyższe alkohole mają właściwości fizyczne zbliżone do alkanów o podobnych masach molowych.
Niższe alkohole doskonale rozpuszczają się w rozpuszczalnikach polarnych (np. w wodzie), natomiast wyższe lepiej rozpuszczają się w rozpuszczalnikach niepolarnych (przeważa część hydrofobowa). Obowiązuje zasada podobne rozpuszcza się w podobnym.

## Rzędowość alkoholi
Rzędowość alkoholu jest równa rzędowości atomu węgla, z którym połączona jest grupa hydroksylowa.

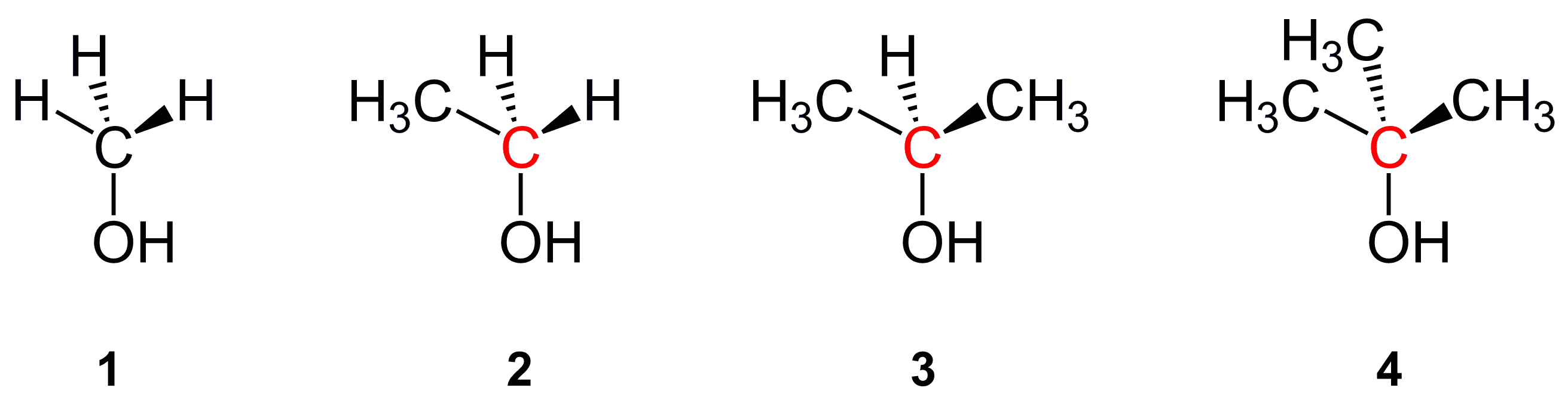
1. metanol (0-rz.); 2. etanol (I-rz.); 3. izopropanol (II-rz.); 4. tert-butanol (III-rz.)

## Klasyfikacja alkoholi
- alkohole jednowodorotlenowe (monohydroksylowe)
  - alkanole, np. metanol, etanol
  - alkenole, np. alkohol allilowy
  - alkinole, np. alkohol propargilowy
  - alkohole cykliczne, np. cykloheksanol
  - alkohole aromatyczne, np. alkohol benzylowy (zawierają one grupę -OH przy łańcuchu bocznym, nie przy pierścieniu)
- alkohole wielowodorotlenowe
  - diole
  - cukrole

## Metody otrzymywania alkoholi
Wybrane metody otrzymywania alkoholi:
- hydratacja alkenów (zachodzi w środowisku kwaśnym), na przykład:

CH2=CH2 + H2O __H+_͕ CH3−CH2−OH
- hydroliza halogenków alkilów
- reakcja Grignarda
- redukcja:
  - kwasów karboksylowych, zwłaszcza wyższych kwasów tłuszczowych, łatwo dostępnych (powstają alkohole I-rzędowe)
  - aldehydów (powstają alkohole I-rzędowe), na przykład:

CH3−CHO + H2 __kat._͕ CH3−CH2−OH
- ketonów (powstają alkohole II-rzędowe), na przykład:

(CH3)2C=O + H2 __kat._͕ (CH3)2CHOH
- estrów (powstają alkohole I-rzędowe)

Hydrogenację katalityczną prowadzi się wobec katalizatorów niklowych, platynowych lub palladowych. Redukcję można też prowadzić wobec glinowodorku litu lub borowodorku sodu.
- metody swoiste dla poszczególnych alkoholi

## Właściwości chemiczne alkoholi
Najważniejsze reakcje alkoholi:
- z metalami aktywnymi – tworzą się alkoholany
- katalityczna dehydratacja (odwodnienie)
- estryfikacja – reakcja z kwasami organicznymi lub nieorganicznymi, w wyniku której powstaje ester
- utlenianie – przebieg reakcji zależy od rzędowości alkoholu i rodzaju utleniacza; przykładowo:

- alkohole I-rzędowe

- dichromiany utleniają alkohole I-rzędowe do aldehydów (aby zapobiec ich dalszemu utlenianiu, należy usuwać produkt ze środowiska reakcji od razu po powstaniu):

RCH
2OH + Cr
2O2−
7  →  RCHO + Cr3+

Ze względu na trudności w zatrzymaniu powyższej reakcji na etapie aldehydu, w skali laboratoryjnej wydajniejszym utleniaczem jest chlorochromian pirydyny (PCC).
- nadmanganian potasu i tlenek chromu(VI) w środowisku kwaśnym utleniają alkohole I-rzędowe od razu do kwasów karboksylowych lub ich soli, np.:

RCH
2OH + KMnO
4  →  RCOOK + MnO
2 + KOH
- alkohole II-rzędowe

- dichromiany w środowisku kwaśnym i PCC utleniają alkohole II-rzędowe do ketonów:

R
2CHOH + Cr
2O2−
7  →  R
2CO + Cr3+

- nadmanganian potasu utlenia alkohole II-rzędowe także do ketonów, ale reakcja zazwyczaj biegnie dalej, z rozerwaniem wiązania C–C

- alkohole III-rzędowe

- w środowisku zasadowym nie ulegają utlenieniu wobec KMnO
4 lub K
2Cr
2O
7
- w środowisku kwaśnym ulegają dehydratacji do alkenów i dalszemu rozkładowi.

## Zastosowania
Spośród alkoholi największe znaczenie gospodarcze mają metanol i etanol.

### Metanol
- rozpuszczalnik (rozpuszczają się w nim tłuszcze, żywice i pokosty)
- paliwo
- przemysł chemiczny
- przemysł farmaceutyczny

### Etanol
- paliwo napędowe
- przemysł spożywczy
- przemysł farmaceutyczny

## Nomenklatura
Nazywanie alkoholi wodorotlenkami jest niepoprawne, ponieważ w wodorotlenkach między grupą -OH a atomem pierwiastka (najczęściej metalu) występuje wiązanie jonowe, natomiast w alkoholach między grupą -OH a atomem węgla występuje wiązanie kowalencyjne.

### Nazwy systematyczne
Nazwy alkoholi tworzy się poprzez dodanie końcówki -ol z odpowiednim lokantem do nazwy macierzystego związku. Stara nomenklatura polegała na użyciu słowa alkohol i dodaniu nazwy alkilu w formie przymiotnikowej.

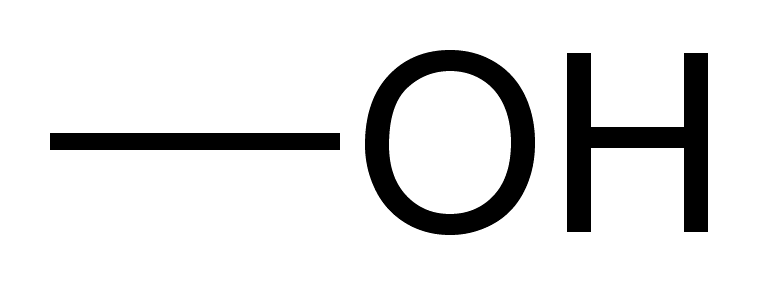
metanol, alkohol metylowy
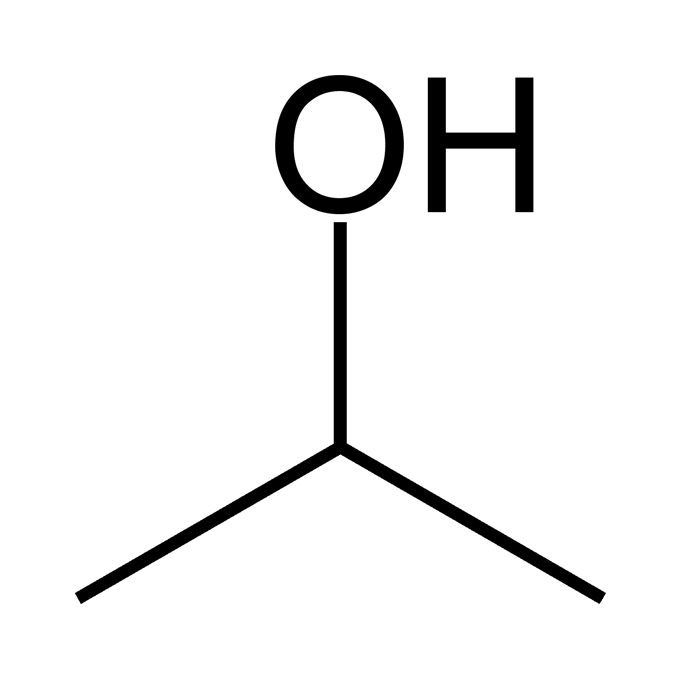
propan-2-ol, 2-propanol, izopropanol, alkohol izopropylowy
propan-1-ol, n-propanol, alkohol n-propylowy
butano-2,3-diol